# بانا (مجارستان)
بانا (به مجاری: Bana) یک شهرداری در مجارستان است که در ناحیه کوماروم واقع شده‌است. بانا ۲۵٫۱۳ کیلومتر مربع مساحت و ۱٬۷۵۲ نفر جمعیت دارد.